# رپ‌ریسک
رپ‌ریسک (انگلیسی: RepRisk) شرکت فناوری اطلاعات سوئیسی است، که در سال ۱۹۹۸ تأسیس شد.